# Albert Becker (joueur d'échecs)
Pour le compositeur, voir Albert Becker.
Albert Becker est un joueur d'échecs autrichien né le 5 septembre 1896 à Vienne et mort le 7 mai 1984 à Vicente Lopez en Argentine. Il fut vainqueur de nombreux tournois en Autriche et en Allemagne dans les années 1930. Supporter de l'Allemagne après l'Anschluss, il fut désigné capitaine de l'équipe d'Allemagne pendant l'olympiade d'échecs de 1939. Becker jouait au quatrième échiquier et remporta la médaille d'or par équipe. L'olympiade avait lieu à Buenos Aires en septembre 1939 et Becker, comme les autres joueurs allemands, décida de rester en Argentine car il ne pouvait rentrer en Allemagne. Il reçut le titre de maître international en 1953.

## Palmarès
Né à Vienne en 1896, Becker remporta un premier prix lors d'un tournoi d'échecs par correspondance organisé par le Wiener Schachzeitung en 1913.
Becker battit Heinrich Wagner en match à Hambourg en 1924. Il finit quatrième du 23e congrès international de la fédération allemande à Francfort (remporté par Ernst Grünfeld, puis cinquième du 24e congrès international de la fédération allemande à Breslau en 1925 remporté par Efim Bogoljubov et cinquième, ex æquo avec Max Euwe et Milan Vidmar, du très fort tournoi de Carlsbad en 1929 (victoire de Nimzowitsch devant Capablanca).
Becker remporta le mémorial Trebitsch à Vienne en 1931, 1932, 1934-1935 et 1937-1938, Il gagna également les tournois de
- Vienne 1921 (Haupturnier B), 1924, 1925 (tournoi de la fédération autrichienne, championnat autrichien officieux),  1927 (ex æquo avec Hans Müller) et 1930[3],
- Mittweida 1927 (ex æquo avec Friedrich Sämisch),
- Bad Harzburg (tournoi de la fédération de Basse-Saxe) 1933,
- Linz (Autriche) 1934 (ex æquo avec Erich Eliskases),
- Vienne 1937 (mémorial Dory) et
- Berlin 1938 (ex æquo avec Rellstab, devant Michel, Eliskases et Richter)[4].

Il finit deuxième du tournoi de Vienne en 1927 (mémorial Trebitsch remporté par Grünfeld) et 1928 (ex æquo avec Spielmann et Tartakover, derrière Richard Réti). Il termina troisième du championnat de Hongrie à Tata-Tóváros en 1935 et du mémorial Trebitsch à Vienne en 1935 et 1936.
Becker représenta l'Autriche lors de l'olympiade d'échecs de 1931 et remporta la médaille d'or individuelle au quatrième échiquier. Il participa à l'olympiade non officielle de Münich en 1936 au deuxième échiquier. 
Après l'Anschluss, il disputa le championnat d'Allemagne 1938 (il finit cinquième) et joua au quatrième échiquier dans l'équipe d'Allemagne qui remporta la médaille d'or à l'olympiade d'échecs de 1939 à Buenos Aires. Resté en Argentine après 1939, il remporta un dernier tournoi à Buenos Aires en 1940 (devant Feigins) et finit troisième du tournoi de la Régence de Buenos Aires en 1944.

## Contribution à la théorie des ouvertures
Becker était un spécialiste des ouvertures (il avait construit un index des ouvertures avec plus de 40 000 parties). Son nom a été donné à une variante du gambit du roi accepté : 1. e4 e5 2. f4 exf4 3. Cf3 h6 (la défense Becker).

## Publications
Becker était le rédacteur en chef du Wiener Schachzeitung de 1926 à 1935. Avec Ernst Grünfeld, il contribua à la rédaction du livre du tournoi de Teplitz-Schönau 1922 (tournoi auquel il ne participait pas).